# Impatiens yingjiangensis
Impatiens yingjiangensis är en balsaminväxtart som beskrevs av S. Akiyama och H. Ohba. Impatiens yingjiangensis ingår i släktet balsaminer, och familjen balsaminväxter. Inga underarter finns listade i Catalogue of Life.